# The Best of Enemies
The Best of Enemies ist ein historisches Filmdrama von Robin Bissell, das am 5. April 2019 von STX Entertainment in den USA veröffentlicht wurde. Die Filmbiografie basiert auf dem Buch The Best of Enemies: Race and Redemption in the New South von Osha Gray Davidson und zeigt die Bürgerrechtsaktivistin Ann Atwater, die während des rassistisch aufgeladenen Sommers 1971 in Durham versucht, das Schulsystem zu verändern und hierfür mit dem Ku-Klux-Klan-Mitglied Claiborne Paul Ellis zusammenarbeiten muss. Buch und Film basieren auf einer wahren Geschichte.

## Handlung
Nachdem im Jahr 1971 ein elektrisches Feuer einen Brand in der Grundschule von Durham in North Carolina verursachte, die von afroamerikanischen Schülern besucht wird, muss sich die schwarze Bürgerrechtsaktivistin Ann Atwater mit dem Ku-Klux-Klan-Mitglied C.P. Ellis zusammentun, um die Integration der Schüler voranzutreiben.

## Biografisches und literarische Vorlage
Der Film basiert auf dem Buch The Best of Enemies: Race and Redemption in the New South von Osha Gray Davidson aus dem Jahr 1996. Atwater und Paul Ellis, deren Arbeit darin dokumentiert ist, waren Schlüsselfiguren bei der Entwicklung ihrer Stadt Durham in den 1970er Jahren. Obwohl es fast 20 Jahre her war, dass der Oberste Gerichtshof die Rassentrennung an Schulen als verfassungswidrig befunden hatte, was das Civil Rights Act of 1964 zur Folge hatte, wo bis dato „Separate but equal“ galt, mussten die Afroamerikaner in Durham für eine Einhaltung des verabschiedeten Bundesgesetzes kämpfen. 1971 wurde Atwater von dem schwarzen Ratsmitglied Bill Riddick angeworben, um gemeinsam eine Reihe von Gemeindetreffen zu leiten. Während Ellis bei einem ersten Treffen mit Atwater noch ein Maschinengewehr in seinem Kofferraum mit sich führte, weil er Angst vor Übergriffen hatte, führte ihre Beziehung und letztendlich entstandene Freundschaft dazu, dass Ellis den Ku-Klux-Klan verließ und die Organisation der Schwarz-Weiß-Gewerkschaften zu unterstützen, so Melissa Block von National Public Radio. Ellis starb 2005, Atwater starb 2016.

## Produktion

### Filmstab und Besetzung

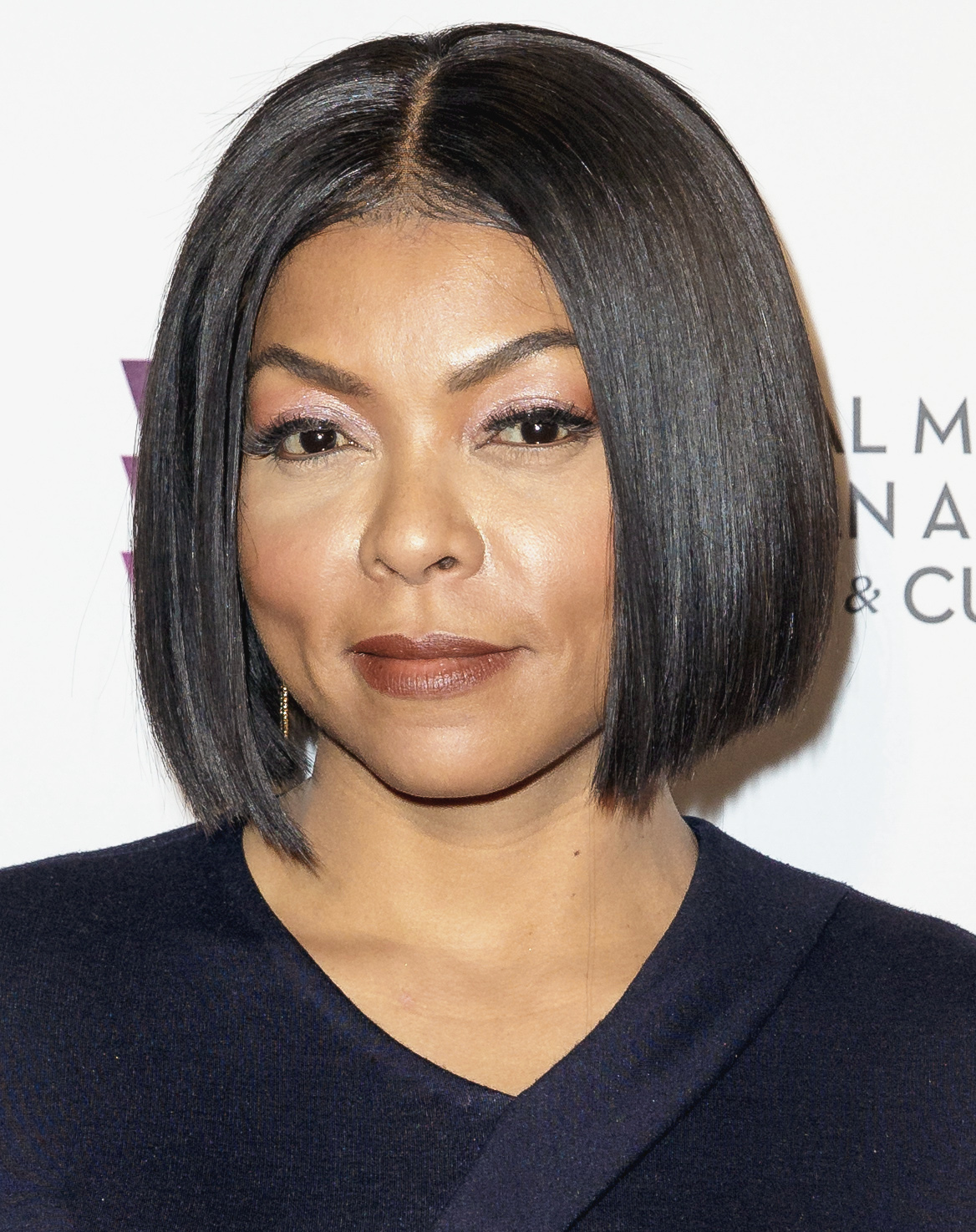
Taraji P. Henson spielt die Aktivistin Ann Atwater

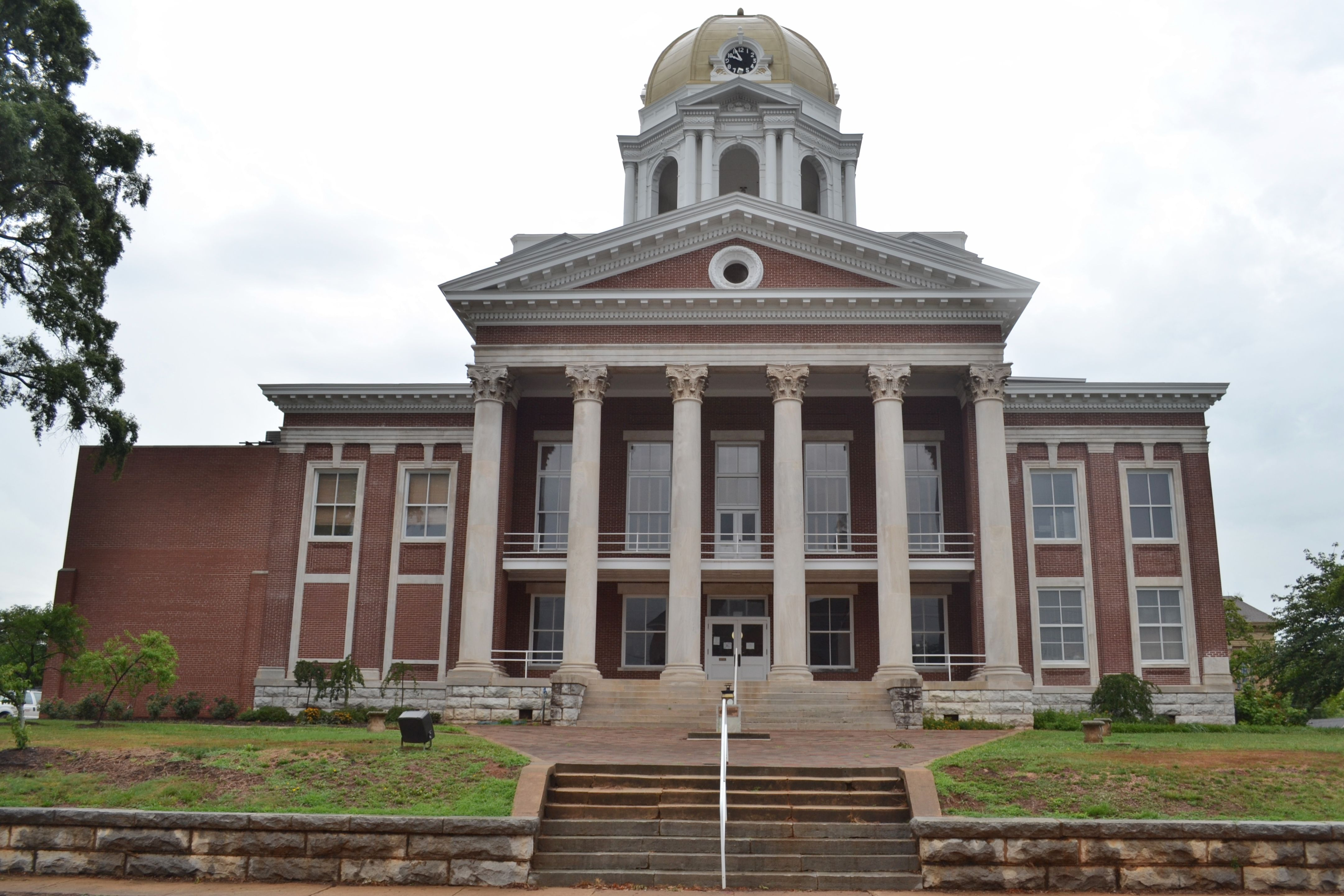
Der Grundschule von Durham diente das Bartow County Courthouse in Cartersville, Georgia als Kulisse

Regie führte Robin Bissell, der auch das Drehbuch schrieb und Gray Davidsons Buch adaptierte. Bei The Best of Enemies handelt es sich um das Regiedebüt des Schauspielers.
Taraji P. Henson, die im Film Hidden Figures – Unerkannte Heldinnen die NASA-Mathematikerin Katherine Johnson verkörperte, spielt die Bürgerrechtsaktivistin Ann Atwater, was der ausdrückliche Wunsch von Atwater war. Sam Rockwell, der bereits 2017 in Three Billboards Outside Ebbing, Missouri in der Rolle eines nur scheinbaren Rassisten zu sehen war, spielt das Ku-Klux-Klan-Mitglied Claiborne Paul Ellis.

### Filmmusik und Dreharbeiten
Die Filmmusik komponierte Marcelo Zarvos.
Die Dreharbeiten wurden am 22. Mai 2017 in Georgia begonnen. Der Grundschule von Durham diente das Bartow County Courthouse in Cartersville, Georgia als Kulisse. In Ross’s Diner in Cartersville wurde eine Restaurantszene gefilmt, einige Barszenen in einem American Legion, einem Gebäude der staatlichen Veteranenorganisation, in Tucker. Im März 2019 kam es dort zu einem Brand. Als Kameramann fungiert David Lanzenberg.

### Veröffentlichung
Am 19. März 2019 erfolgte ein Special-Screening im Carolina Theatre in Durham. Dieses fand im Rahmen der Feierlichkeiten des 150-jährigen Stadtrechts von Durham statt. Anwesend waren auch die Enkelin von Ann Atwater und deren langjährige Freundin Mary Waters. Der Film wurde in den USA am 5. April 2019 von STX Entertainment veröffentlicht.